# Рейнджеры Скалистых гор (1885)
Рейнджеры Скалистых гор — один из добровольческих отрядов ополчения, созданных на северо-западе Канады в ответ на Северо-Западное восстание 1885 года. Это был отряд конных нерегулярных формирований, в основном ковбоев и владельцев ранчо из области вокруг Форт-Маклауд (Округ Альберта), штаб-квартиры Северо-западной конной полиции (NWMP), расположенной у подножия предгорья Скалистых гор, примерно в 240 км к западу от Медисин-Хат (на территории тогдашнего округа Ассинибойя). .
Кампания против Луи Риэля на северо-западе Канады проводилась под командованием генерал-майора Фредерика Миддлтона, британского командира канадского ополчения, прошедшего долгую военную службу. Миддлтон не доверял новообразованным кавалерийским отрядам канадской милиции из Восточной Канады, так как у них был небольшой опыт и они не чувствовали земли, на которой они должны были патрулировать. Вместо этого Миддлтон воспользовался советом, данным ему премьер-министром сэром Джоном А. Макдональдом, который предложил набрать местных солдат, которые будут «гораздо полезнее, чем городские люди, составляющие нашу конницу».
Основная цель РСГ состояла в том, чтобы сражаться в качестве конной кавалерии либо против недовольных канадских коренных народов, либо против американских воинов, переходящих через границу. Они должны были дополнить патрулирование СЗМП и обеспечить безопасность бригад строительства железной дороги.
Под командованием Джона Стюарта, владельца ранчо, ставшего офицером милиции из района Форт-Маклауд, РСГ представляли собой ополчение местных жителей, скотоводов, охотников, политиков и трапперов, превращенных в нерегулярную кавалерийскую часть.
В начале марта 1885 года Стюарту было приказано организовать «четыре отряда рейнджеров Скалистых гор». Стюарт немедленно связался по телеграфу с бывшими военными на родине, когда навещал семью в Оттаве, когда до него дошли новости о восстании метисов. Он быстро приступил к организации отрядов.
Основная задача РСГ заключалась в патрулировании региона южной Альберты и западной Ассинибойи в регионе Сайпресс-Хиллс. Поскольку события во время Северо-Западного восстания разворачивались довольно быстро возле Батоша и Дак-Лейка, на значительном расстоянии к северу от Сайпресс-Хиллс, вскоре стало очевидно, что рейнджеры не собираются принимать непосредственное участие в этой борьбе. Тем не менее, было несколько случаев, в которых рейнджеры приняли участие.
Первый был 19 мая 1885 года, когда пастух подвергся нападению со стороны индейцев и метисов, а второй был в начале июня, когда патруль был атакован повстанцами у Сайпресс-Хиллс. Таким образом, хотя рейнджеры не принимали непосредственного участия в основных боевых действиях в Саскачеване, они всегда знали, что проблемы могли развиться дальше на юг, и их присутствие помогло сохранить мир и обеспечить уверенность местных поселенцев.
РСГ были расформированы 17 июля того же года. Вероятно, расформирование корпуса в войсках вызвало большое разочарование. Однако капитан Стюарт смог получить медаль Северо-Западной Канады и вексель восстания. Вексель давал право любому рейнджеру, подавшему заявку на него, либо 80 долларов, либо 320 акров земли.